# Atletica leggera ai Giochi della III Olimpiade - Lancio del martello

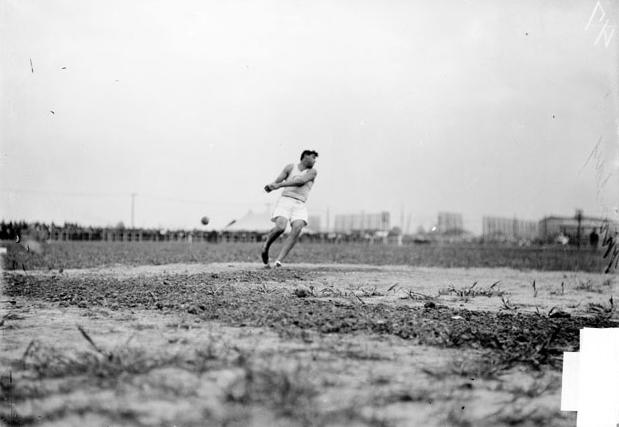
Un lancio di Ralph Rose, terzo classificato.

La gara del lancio del martello dei Giochi della III Olimpiade si tenne il 20 agosto 1904 al Francis Field della Washington University di Saint Louis.

## L'eccellenza mondiale
In una specialità che inizia a conoscere il predominio americano, vi è una sola assenza di rilievo: quella dello scozzese Thomas Nicholson, che il 6 agosto a Glasgow ha scagliato l'attrezzo a 51,71 metri, stabilendo la migliore prestazione europea. Manca anche Alfred Plaw, che il 4 luglio ha vinto il titolo nazionale (49,38 metri) e in aprile ha lanciato a 51,94 m.

Al primo turno il campione in carica John Flanagan scaglia l'attrezzo a 51,23 metri; poi si ripete con 50,90. Nessuno riesce ad eguagliarlo.

## Risultati
| Pos.    | Atleta           | Nazione     | Età | Misura |
| ------- | ---------------- | ----------- | --- | ------ |
| Oro     | John Flanagan    | Stati Uniti | 31  | 51,23  |
| Argento | John DeWitt      | Stati Uniti | 23  | 50,26  |
| Bronzo  | Ralph Rose       | Stati Uniti | 19  | 45,73  |
| 4       | Charles Chadwick | Stati Uniti | 30  | 42,78  |
| 5       | James Mitchel    | Stati Uniti | 40  | n/d    |
| 6       | Albert Johnson   | Stati Uniti | 26  | n/d    |

John Flanagan, americano di origine irlandese, conferma la vittoria di quattro anni prima a Parigi.